# آرثر كوك (لاعب رماية)
آرثر كوك (بالإنجليزية: Arthur Cook)‏ هو لاعب رماية أمريكي، ولد في 19 مارس 1928 في واشنطن العاصمة في الولايات المتحدة.

## وصلات خارجية
- آرثر كوك على موقع أوليمبيديا (الإنجليزية)